# Manac
Manac est une entreprise canadienne concentrant ses activités dans la conception et fabrication de semi-remorques.
Manac est le plus important fabricant au Canada et l’un des plus importants fabricants de remorques spécialisées en Amérique du Nordet occupe le 7e rang des fabricants de semi-remorques en Amérique du Nord.
Manac se distingue pour sa spécialisation de divers produits et en offre plus de 125 sous les marques de commerce Manac, CPS, Peerless, Darkwing, UltraPlate, Ultravan, Liddell Canada, Alutrec et Cobra. L’entreprise a été fondée en raison d’approvisionnement pour Canam Steel Works (maintenant Groupe Canam), une compagnie sous opération du fondateur, Marcel Dutil. Son siège social est situé à Saint-Georges, Québec dans la région de la  Beauce, et possède des usines à Laurier-Station, Québec, Val-des-Sources, Québec, Penticton, Colombie Britannique et Oran, Missouri.

## Historique
En 1966 la compagnie est fondée par Marcel Dutil. Il doit répondre aux demandes croissantes de remorques pour livrer les produits d’aciers de Canam Steel Works qui était situé à Saint-Gédéon-de-Beauce. Le délai de livraison pour les remorques en 1966 était de plus de 6 mois, alors il décida de fabriquer des remorques dans un garage attenant à l’usine de Saint-Gédéon et fera ensuite les touches finales des unités dans sa grange arrière familiale à Saint-Georges. Durant la production d’unités pour Canam plusieurs petits transporteurs de la région commencent à prendre note de la rapidité de livraisons des semi-remorques Manac et commencent à enregistrer des commandes. La production de Manac durant ces premières années fut seulement des remorques à plateau et fera que 11 unités durant la première année.
En 1972, Manac fait l’acquisition des Aciers Canam. Avec cette acquisition le Groupe Canam Manac voit le jour. Manac aura son tout premier bureau de ventes, pièces et service à Boucherville en 1974, à côté de l’usine de tablier métallique de Canam. Les premiers fourgons en plastiques renforcés de fibres de verre Manac voient le jour en 1977 et en 1982, le premier fourgon en acier galvanisé (galvanisation) est née dans l'entreprise.
Manac est derrière la concurrence et commence la production de ses premiers fourgons en aluminium en 1986. Trois ans plus tard, l'entreprise commence sa réputation spécialisé avec la lancée de deux produits innovateurs : des plates-formes à rideaux latéraux et des semi-remorques à copeaux avec murs en acier.
Les premières plates-formes en acier et aluminium (Combo) sont fabriquées chez Manac en 1991 et en 1994, Manac voit une occasion d’expansion à Orangeville, Ontario. Manac acquiert une usine de 138 000 pieds carrés pour sa production de fourgons à la norme.
En 2000, Manac lance un nouveau produit: la plate-forme 100 % aluminium et acquiert la division canadienne de Kalyn-Siebert, qui inclut une usine de 100 000 pieds carrés  à Trois-Rivières, Québec ainsi que la marque de commerce Fabrex. Un nouveau bureau de vente et centre de service ouvre ses portes à Mississauga, Ontario (maintenant à Etobicoke, Ontario).
En 2002 Manac poursuit son expansion dans le marché américain avec l’achat des actifs de CPS trailers Inc. à Oran, Missouri.
Le Groupe Canam Manac se divise en 2004 en raison de la décision de Canam voulant se concentrer sur la fabrication de composantes. Manac voit le jour en tant qu'entreprise privée.
L'ouverture de sa deuxième usine américaine voit le jour à Kennett en 2007 et, en 2009, à la suite de la crise économique mondiale des années 2008 et suivantes Manac fait l’acquisition de la propriété intellectuelle et des actifs de Trailmobile Canada, puis en 2011 des fardiers Liddell Canada.
Manac est le seul fabricant de semi-remorques en Amérique du Nord qui réussit en 2012 tous les essais de collision à 50 km/h dans un pare-chocs réalisés par l’Insurance Institute for Highway Safety (IIHS) des États-Unis. En 2013,Manac devient une entreprise publique et ses actions se transigent à la Bourse de Toronto (TSX :MA).
Manac voit en 2014 une occasion dans l’ouest canadien et annonce l’acquisition de Peerless Limited de McCoy Corporation, un fabricant de semi-remorques spécialisées. En 2015, l'entreprise quitte la Bourse de Toronto et redevient privée. En 2016, elle fête son cinquantième anniversaire.
Le 31 août 2018, Manac fait l’acquisition d’Alutrec Inc., fabricant spécialisé en conception et production de semi-remorques en aluminium de Laurier-Station, Québec. Alutrec offre une gamme de produits dans le segment des plateformes en aluminium qui est complémentaire à celle qu’offre Manac.
En novembre 2019, Manac complète l’acquisition de Cobra Trailers, une filiale de Rush Truck Centres of Canada spécialisée dans la conception et la fabrication de bennes basculantes en aluminium.

## Marques de produits

### CPS
Les semi-remorques CPS furent acquis par Manac en 2002. La marque de commerce CPS Dump Trailers fut lancée dans les 1980 dans le but d’aider l’industrie de la construction et d’agriculture avec leur besoin de semi-remorques. Manac utilise la marque de commerce CPS seulement aux États-Unis et fabrique les produits dans l’usine d’Oran, Missouri. La marque CPS ont comme produits les suivants:
- Bennes basculantes de recyclage
- Bennes basculantes en demi-cercle
- Bennes basculantes légère
- Remorques à déchargement central
- Remorques légères à déchargement central
- Semi-remorques à trémie

### Lidell Canada
En 2011 Manac fait l’acquisition de la propriété intellectuelle des fardiers Liddell Canada qui était propriété des Remorques Nordic. Liddell Canada est une division de fardiers produite dans l’usine de Saint-Georges, Québec. Liddell Canada se différencie des autres fardiers par le fait que les produits Liddell sont de haut de gamme et destinés aux fardiers spécialisés.

### Peerless
En 2014, Manac acquiert  Peerless Limited de Penticton en Colombie-Britannique. Peerless conçoit et fabrique des remorques et châssis hautement spécialisés destinés aux industries du pétrole, gaz, exploitation minière, forestière et de construction. La compagnie Peerless utilise la marque Scona aux États-Unis.

### Trailmobile
En 2009, Manac fait l’acquisition de la propriété intellectuelle de Trailmobile Canada. Trailmobile Trailer LLC était originellement un géant américain dans la production de semi-remorques depuis plus de 100 ans qui a fait faillite en 2001 mais ses opérations canadiennes se sont poursuivies durant 8 ans. Trailmobile était une compagnie américaine pionnière dans les semi-remorques modernes, étant responsable de plus de 40 000 unités durant la Deuxième Guerre mondiale. Manac utilise la marque Trailmobile pour vendre ses fourgons sur le marché américain étant donné que la marque Trailmobile est un nom beaucoup plus reconnu aux États-Unis.